# Kambara
Het geslacht Kambara omvat een tweetal soorten uitgestorven krokodilachtigen uit het Eoceen van Australië.
In de Murgon Fossil Site in het zuidoosten van Queensland werden in de jaren negentig de fossiele resten gevonden van twee soorten krokodillen die alle twee tot het geslacht Kambara behoorden: K. murgonensis (1993) en K. implexidens (1996). De laatstgenoemde soort werd ongeveer 1,5 meter lang en joeg in de moerassen van Murgon op kikkers, salamanders, zoetwaterschildpadden en kleine zoogdieren zoals het hoefdiertje Tingamarra porterorum.